# 今泉和也 (考古学者)
今泉 和也（いまいずみ かずや 1983‐ ）は、日本の考古学者、メソアメリカ・マヤ研究者。

## 来歴
2007年に北海道大学文学部を卒業し、引き続き同大学大学院に進み、2010年3月に文学研究科博士前期課程を修了する。
2011年 - 2013年にグアテマラの世界複合遺産であるティカル国立公園にて考古学者として勤務した（青年海外協力隊）。日本に帰国後は金沢大学客員研究員、日本学術振興会特別研究員を務めた。2016年よりティカル国立公園にて継続的に発掘調査を実施している。
2019年に北海道大学大学院にて博士（文学）を取得（論文タイトルは『古典期前期マヤにおける国家形成の研究：三足円筒土器と「テオティワカンの影響」』）。同年4月より2021年3月まで、北海道大学文学研究院専門研究員となる。
2021年に、自然科学や経済学、社会学等で広く見られる冪乗則が、ティカル遺跡のマウンドサイズ分布や、日本の前方後円墳の墳長分布、江戸時代の収入や間取りの分布において見られることを確認し、冪乗則が現代社会だけではなく古代から人類社会に普遍的に見られる法則性である可能性を指摘した。またこの冪乗則グラフから得られる数式を基盤として分析を行う考古物理学を提唱し、ティカル遺跡における発掘調査によって実証を目指している。同年4月より明治大学文学部特別研究員。
近年は「物質文化マクロ生態学」と呼ばれる独自の研究領域を提唱している。生態学における種–面積関係（Species–Area Relationship, SAR）やマーク・ベレンド(Mark Vellend)による統合理論（選択・移入・分化・ドリフト）を援用し、物質文化の分布と進化を数理的に分析する方法論を展開している。その研究は、黒曜石や土器などの古代の財の社会的分布データを対象に、冪関数や指数関数を用いた「2分割モデル」によって格差構造や文化的階層性を統一的に記述しようとするものである。
この「物質文化マクロ生態学」は、文化財や遺物の在り方を「財の生態系」とみなし、社会経済学・数理生態学・文化進化論を融合させた新しい枠組みと位置付けられている。今泉の研究は、考古学データに基づいて文化進化を数理的に記述する試みとして注目を集めており、社会科学や人類史研究への応用可能性が議論されている。

## 著書
- 「第4章 マヤ文化ー先古典期と古典期、コラム群（ティカル、コパン、パレンケなど）」『メソアメリカ文明ゼミナール』勉誠出版 2021年（分担執筆）